# Las Higueras, Guasave
Las Higueras är en ort i Mexiko.   Den ligger i kommunen Guasave och delstaten Sinaloa, i den västra delen av landet, 1 200 km nordväst om huvudstaden Mexico City. Las Higueras ligger 9 meter över havet och antalet invånare är 320.
Terrängen runt Las Higueras är mycket platt. Runt Las Higueras är det ganska tätbefolkat, med 100 invånare per kvadratkilometer. Närmaste större samhälle är La Brecha, 3,5 km öster om Las Higueras. Trakten runt Las Higueras består till största delen av jordbruksmark.